# لوتشيانو سانشيز
لوتشيانو سانشيز (بالإسبانية: Vavá II)‏ (24 مايو 1944 بيخار إسبانيا - ) هو لاعب كرة قدم إسباني، يلعب كمهاجم، لعب 185 مباراة وسجل 59 هدف.

## مسيرته

### مسيرته مع المنتخبات الوطنية
- 1966 - 1969 لعب مع منتخب إسبانيا لكرة القدم مباراتين.

### مسيرته مع الأندية
- 1963 - 1974 لعب مع نادي إلتشي 183 مباراة سجل خلالها 59 هدف.

## روابط خارجية
- لوتشيانو سانشيز على موقع قاعدة بيانات كرة القدم.إي يو (الإنجليزية)
- لوتشيانو سانشيز على موقع ناشيونال فوتبول تيمز (الإنجليزية)